# Ларсен, Карл Адольф Кёфёд
Карл Адольф Кёфёд Ларсен (дат. Karl Adolf Koefoed Larsen; 2 мая 1896, Хольстебро — 22 декабря 1963, Копенгаген) — датский шахматный композитор; международный арбитр по шахматной композиции (1956).
Редактор отдела шахматной композиции датского журнала «Магасинет» (1930—1958). С 1912 года опубликовал около 600 задач (двух-, трёхходовки, задачи на обратный мат). На конкурсах удостоен 250 отличий, в том числе свыше 50 первых призов.

## Задачи
|   | a | b | c | d | e | f | g | h |   |
| - | --- | --- | --- | --- | --- | --- | --- | --- | - |
| 8 | b8 белый слон · c8 белая ладья · e8 белый конь · g8 белый ферзь · h8 белый король · e7 чёрная пешка · b6 чёрная пешка · e6 белый конь · f6 чёрная пешка · a5 чёрный конь · d5 чёрный король · a4 белый слон · e4 чёрный конь · c3 чёрная пешка · e3 белая ладья · d2 чёрный ферзь · e2 чёрная пешка · a1 чёрный слон · b1 чёрный слон | b8 белый слон · c8 белая ладья · e8 белый конь · g8 белый ферзь · h8 белый король · e7 чёрная пешка · b6 чёрная пешка · e6 белый конь · f6 чёрная пешка · a5 чёрный конь · d5 чёрный король · a4 белый слон · e4 чёрный конь · c3 чёрная пешка · e3 белая ладья · d2 чёрный ферзь · e2 чёрная пешка · a1 чёрный слон · b1 чёрный слон | b8 белый слон · c8 белая ладья · e8 белый конь · g8 белый ферзь · h8 белый король · e7 чёрная пешка · b6 чёрная пешка · e6 белый конь · f6 чёрная пешка · a5 чёрный конь · d5 чёрный король · a4 белый слон · e4 чёрный конь · c3 чёрная пешка · e3 белая ладья · d2 чёрный ферзь · e2 чёрная пешка · a1 чёрный слон · b1 чёрный слон | b8 белый слон · c8 белая ладья · e8 белый конь · g8 белый ферзь · h8 белый король · e7 чёрная пешка · b6 чёрная пешка · e6 белый конь · f6 чёрная пешка · a5 чёрный конь · d5 чёрный король · a4 белый слон · e4 чёрный конь · c3 чёрная пешка · e3 белая ладья · d2 чёрный ферзь · e2 чёрная пешка · a1 чёрный слон · b1 чёрный слон | b8 белый слон · c8 белая ладья · e8 белый конь · g8 белый ферзь · h8 белый король · e7 чёрная пешка · b6 чёрная пешка · e6 белый конь · f6 чёрная пешка · a5 чёрный конь · d5 чёрный король · a4 белый слон · e4 чёрный конь · c3 чёрная пешка · e3 белая ладья · d2 чёрный ферзь · e2 чёрная пешка · a1 чёрный слон · b1 чёрный слон | b8 белый слон · c8 белая ладья · e8 белый конь · g8 белый ферзь · h8 белый король · e7 чёрная пешка · b6 чёрная пешка · e6 белый конь · f6 чёрная пешка · a5 чёрный конь · d5 чёрный король · a4 белый слон · e4 чёрный конь · c3 чёрная пешка · e3 белая ладья · d2 чёрный ферзь · e2 чёрная пешка · a1 чёрный слон · b1 чёрный слон | b8 белый слон · c8 белая ладья · e8 белый конь · g8 белый ферзь · h8 белый король · e7 чёрная пешка · b6 чёрная пешка · e6 белый конь · f6 чёрная пешка · a5 чёрный конь · d5 чёрный король · a4 белый слон · e4 чёрный конь · c3 чёрная пешка · e3 белая ладья · d2 чёрный ферзь · e2 чёрная пешка · a1 чёрный слон · b1 чёрный слон | b8 белый слон · c8 белая ладья · e8 белый конь · g8 белый ферзь · h8 белый король · e7 чёрная пешка · b6 чёрная пешка · e6 белый конь · f6 чёрная пешка · a5 чёрный конь · d5 чёрный король · a4 белый слон · e4 чёрный конь · c3 чёрная пешка · e3 белая ладья · d2 чёрный ферзь · e2 чёрная пешка · a1 чёрный слон · b1 чёрный слон | 8 |
| 7 | b8 белый слон · c8 белая ладья · e8 белый конь · g8 белый ферзь · h8 белый король · e7 чёрная пешка · b6 чёрная пешка · e6 белый конь · f6 чёрная пешка · a5 чёрный конь · d5 чёрный король · a4 белый слон · e4 чёрный конь · c3 чёрная пешка · e3 белая ладья · d2 чёрный ферзь · e2 чёрная пешка · a1 чёрный слон · b1 чёрный слон | b8 белый слон · c8 белая ладья · e8 белый конь · g8 белый ферзь · h8 белый король · e7 чёрная пешка · b6 чёрная пешка · e6 белый конь · f6 чёрная пешка · a5 чёрный конь · d5 чёрный король · a4 белый слон · e4 чёрный конь · c3 чёрная пешка · e3 белая ладья · d2 чёрный ферзь · e2 чёрная пешка · a1 чёрный слон · b1 чёрный слон | b8 белый слон · c8 белая ладья · e8 белый конь · g8 белый ферзь · h8 белый король · e7 чёрная пешка · b6 чёрная пешка · e6 белый конь · f6 чёрная пешка · a5 чёрный конь · d5 чёрный король · a4 белый слон · e4 чёрный конь · c3 чёрная пешка · e3 белая ладья · d2 чёрный ферзь · e2 чёрная пешка · a1 чёрный слон · b1 чёрный слон | b8 белый слон · c8 белая ладья · e8 белый конь · g8 белый ферзь · h8 белый король · e7 чёрная пешка · b6 чёрная пешка · e6 белый конь · f6 чёрная пешка · a5 чёрный конь · d5 чёрный король · a4 белый слон · e4 чёрный конь · c3 чёрная пешка · e3 белая ладья · d2 чёрный ферзь · e2 чёрная пешка · a1 чёрный слон · b1 чёрный слон | b8 белый слон · c8 белая ладья · e8 белый конь · g8 белый ферзь · h8 белый король · e7 чёрная пешка · b6 чёрная пешка · e6 белый конь · f6 чёрная пешка · a5 чёрный конь · d5 чёрный король · a4 белый слон · e4 чёрный конь · c3 чёрная пешка · e3 белая ладья · d2 чёрный ферзь · e2 чёрная пешка · a1 чёрный слон · b1 чёрный слон | b8 белый слон · c8 белая ладья · e8 белый конь · g8 белый ферзь · h8 белый король · e7 чёрная пешка · b6 чёрная пешка · e6 белый конь · f6 чёрная пешка · a5 чёрный конь · d5 чёрный король · a4 белый слон · e4 чёрный конь · c3 чёрная пешка · e3 белая ладья · d2 чёрный ферзь · e2 чёрная пешка · a1 чёрный слон · b1 чёрный слон | b8 белый слон · c8 белая ладья · e8 белый конь · g8 белый ферзь · h8 белый король · e7 чёрная пешка · b6 чёрная пешка · e6 белый конь · f6 чёрная пешка · a5 чёрный конь · d5 чёрный король · a4 белый слон · e4 чёрный конь · c3 чёрная пешка · e3 белая ладья · d2 чёрный ферзь · e2 чёрная пешка · a1 чёрный слон · b1 чёрный слон | b8 белый слон · c8 белая ладья · e8 белый конь · g8 белый ферзь · h8 белый король · e7 чёрная пешка · b6 чёрная пешка · e6 белый конь · f6 чёрная пешка · a5 чёрный конь · d5 чёрный король · a4 белый слон · e4 чёрный конь · c3 чёрная пешка · e3 белая ладья · d2 чёрный ферзь · e2 чёрная пешка · a1 чёрный слон · b1 чёрный слон | 7 |
| 6 | b8 белый слон · c8 белая ладья · e8 белый конь · g8 белый ферзь · h8 белый король · e7 чёрная пешка · b6 чёрная пешка · e6 белый конь · f6 чёрная пешка · a5 чёрный конь · d5 чёрный король · a4 белый слон · e4 чёрный конь · c3 чёрная пешка · e3 белая ладья · d2 чёрный ферзь · e2 чёрная пешка · a1 чёрный слон · b1 чёрный слон | b8 белый слон · c8 белая ладья · e8 белый конь · g8 белый ферзь · h8 белый король · e7 чёрная пешка · b6 чёрная пешка · e6 белый конь · f6 чёрная пешка · a5 чёрный конь · d5 чёрный король · a4 белый слон · e4 чёрный конь · c3 чёрная пешка · e3 белая ладья · d2 чёрный ферзь · e2 чёрная пешка · a1 чёрный слон · b1 чёрный слон | b8 белый слон · c8 белая ладья · e8 белый конь · g8 белый ферзь · h8 белый король · e7 чёрная пешка · b6 чёрная пешка · e6 белый конь · f6 чёрная пешка · a5 чёрный конь · d5 чёрный король · a4 белый слон · e4 чёрный конь · c3 чёрная пешка · e3 белая ладья · d2 чёрный ферзь · e2 чёрная пешка · a1 чёрный слон · b1 чёрный слон | b8 белый слон · c8 белая ладья · e8 белый конь · g8 белый ферзь · h8 белый король · e7 чёрная пешка · b6 чёрная пешка · e6 белый конь · f6 чёрная пешка · a5 чёрный конь · d5 чёрный король · a4 белый слон · e4 чёрный конь · c3 чёрная пешка · e3 белая ладья · d2 чёрный ферзь · e2 чёрная пешка · a1 чёрный слон · b1 чёрный слон | b8 белый слон · c8 белая ладья · e8 белый конь · g8 белый ферзь · h8 белый король · e7 чёрная пешка · b6 чёрная пешка · e6 белый конь · f6 чёрная пешка · a5 чёрный конь · d5 чёрный король · a4 белый слон · e4 чёрный конь · c3 чёрная пешка · e3 белая ладья · d2 чёрный ферзь · e2 чёрная пешка · a1 чёрный слон · b1 чёрный слон | b8 белый слон · c8 белая ладья · e8 белый конь · g8 белый ферзь · h8 белый король · e7 чёрная пешка · b6 чёрная пешка · e6 белый конь · f6 чёрная пешка · a5 чёрный конь · d5 чёрный король · a4 белый слон · e4 чёрный конь · c3 чёрная пешка · e3 белая ладья · d2 чёрный ферзь · e2 чёрная пешка · a1 чёрный слон · b1 чёрный слон | b8 белый слон · c8 белая ладья · e8 белый конь · g8 белый ферзь · h8 белый король · e7 чёрная пешка · b6 чёрная пешка · e6 белый конь · f6 чёрная пешка · a5 чёрный конь · d5 чёрный король · a4 белый слон · e4 чёрный конь · c3 чёрная пешка · e3 белая ладья · d2 чёрный ферзь · e2 чёрная пешка · a1 чёрный слон · b1 чёрный слон | b8 белый слон · c8 белая ладья · e8 белый конь · g8 белый ферзь · h8 белый король · e7 чёрная пешка · b6 чёрная пешка · e6 белый конь · f6 чёрная пешка · a5 чёрный конь · d5 чёрный король · a4 белый слон · e4 чёрный конь · c3 чёрная пешка · e3 белая ладья · d2 чёрный ферзь · e2 чёрная пешка · a1 чёрный слон · b1 чёрный слон | 6 |
| 5 | b8 белый слон · c8 белая ладья · e8 белый конь · g8 белый ферзь · h8 белый король · e7 чёрная пешка · b6 чёрная пешка · e6 белый конь · f6 чёрная пешка · a5 чёрный конь · d5 чёрный король · a4 белый слон · e4 чёрный конь · c3 чёрная пешка · e3 белая ладья · d2 чёрный ферзь · e2 чёрная пешка · a1 чёрный слон · b1 чёрный слон | b8 белый слон · c8 белая ладья · e8 белый конь · g8 белый ферзь · h8 белый король · e7 чёрная пешка · b6 чёрная пешка · e6 белый конь · f6 чёрная пешка · a5 чёрный конь · d5 чёрный король · a4 белый слон · e4 чёрный конь · c3 чёрная пешка · e3 белая ладья · d2 чёрный ферзь · e2 чёрная пешка · a1 чёрный слон · b1 чёрный слон | b8 белый слон · c8 белая ладья · e8 белый конь · g8 белый ферзь · h8 белый король · e7 чёрная пешка · b6 чёрная пешка · e6 белый конь · f6 чёрная пешка · a5 чёрный конь · d5 чёрный король · a4 белый слон · e4 чёрный конь · c3 чёрная пешка · e3 белая ладья · d2 чёрный ферзь · e2 чёрная пешка · a1 чёрный слон · b1 чёрный слон | b8 белый слон · c8 белая ладья · e8 белый конь · g8 белый ферзь · h8 белый король · e7 чёрная пешка · b6 чёрная пешка · e6 белый конь · f6 чёрная пешка · a5 чёрный конь · d5 чёрный король · a4 белый слон · e4 чёрный конь · c3 чёрная пешка · e3 белая ладья · d2 чёрный ферзь · e2 чёрная пешка · a1 чёрный слон · b1 чёрный слон | b8 белый слон · c8 белая ладья · e8 белый конь · g8 белый ферзь · h8 белый король · e7 чёрная пешка · b6 чёрная пешка · e6 белый конь · f6 чёрная пешка · a5 чёрный конь · d5 чёрный король · a4 белый слон · e4 чёрный конь · c3 чёрная пешка · e3 белая ладья · d2 чёрный ферзь · e2 чёрная пешка · a1 чёрный слон · b1 чёрный слон | b8 белый слон · c8 белая ладья · e8 белый конь · g8 белый ферзь · h8 белый король · e7 чёрная пешка · b6 чёрная пешка · e6 белый конь · f6 чёрная пешка · a5 чёрный конь · d5 чёрный король · a4 белый слон · e4 чёрный конь · c3 чёрная пешка · e3 белая ладья · d2 чёрный ферзь · e2 чёрная пешка · a1 чёрный слон · b1 чёрный слон | b8 белый слон · c8 белая ладья · e8 белый конь · g8 белый ферзь · h8 белый король · e7 чёрная пешка · b6 чёрная пешка · e6 белый конь · f6 чёрная пешка · a5 чёрный конь · d5 чёрный король · a4 белый слон · e4 чёрный конь · c3 чёрная пешка · e3 белая ладья · d2 чёрный ферзь · e2 чёрная пешка · a1 чёрный слон · b1 чёрный слон | b8 белый слон · c8 белая ладья · e8 белый конь · g8 белый ферзь · h8 белый король · e7 чёрная пешка · b6 чёрная пешка · e6 белый конь · f6 чёрная пешка · a5 чёрный конь · d5 чёрный король · a4 белый слон · e4 чёрный конь · c3 чёрная пешка · e3 белая ладья · d2 чёрный ферзь · e2 чёрная пешка · a1 чёрный слон · b1 чёрный слон | 5 |
| 4 | b8 белый слон · c8 белая ладья · e8 белый конь · g8 белый ферзь · h8 белый король · e7 чёрная пешка · b6 чёрная пешка · e6 белый конь · f6 чёрная пешка · a5 чёрный конь · d5 чёрный король · a4 белый слон · e4 чёрный конь · c3 чёрная пешка · e3 белая ладья · d2 чёрный ферзь · e2 чёрная пешка · a1 чёрный слон · b1 чёрный слон | b8 белый слон · c8 белая ладья · e8 белый конь · g8 белый ферзь · h8 белый король · e7 чёрная пешка · b6 чёрная пешка · e6 белый конь · f6 чёрная пешка · a5 чёрный конь · d5 чёрный король · a4 белый слон · e4 чёрный конь · c3 чёрная пешка · e3 белая ладья · d2 чёрный ферзь · e2 чёрная пешка · a1 чёрный слон · b1 чёрный слон | b8 белый слон · c8 белая ладья · e8 белый конь · g8 белый ферзь · h8 белый король · e7 чёрная пешка · b6 чёрная пешка · e6 белый конь · f6 чёрная пешка · a5 чёрный конь · d5 чёрный король · a4 белый слон · e4 чёрный конь · c3 чёрная пешка · e3 белая ладья · d2 чёрный ферзь · e2 чёрная пешка · a1 чёрный слон · b1 чёрный слон | b8 белый слон · c8 белая ладья · e8 белый конь · g8 белый ферзь · h8 белый король · e7 чёрная пешка · b6 чёрная пешка · e6 белый конь · f6 чёрная пешка · a5 чёрный конь · d5 чёрный король · a4 белый слон · e4 чёрный конь · c3 чёрная пешка · e3 белая ладья · d2 чёрный ферзь · e2 чёрная пешка · a1 чёрный слон · b1 чёрный слон | b8 белый слон · c8 белая ладья · e8 белый конь · g8 белый ферзь · h8 белый король · e7 чёрная пешка · b6 чёрная пешка · e6 белый конь · f6 чёрная пешка · a5 чёрный конь · d5 чёрный король · a4 белый слон · e4 чёрный конь · c3 чёрная пешка · e3 белая ладья · d2 чёрный ферзь · e2 чёрная пешка · a1 чёрный слон · b1 чёрный слон | b8 белый слон · c8 белая ладья · e8 белый конь · g8 белый ферзь · h8 белый король · e7 чёрная пешка · b6 чёрная пешка · e6 белый конь · f6 чёрная пешка · a5 чёрный конь · d5 чёрный король · a4 белый слон · e4 чёрный конь · c3 чёрная пешка · e3 белая ладья · d2 чёрный ферзь · e2 чёрная пешка · a1 чёрный слон · b1 чёрный слон | b8 белый слон · c8 белая ладья · e8 белый конь · g8 белый ферзь · h8 белый король · e7 чёрная пешка · b6 чёрная пешка · e6 белый конь · f6 чёрная пешка · a5 чёрный конь · d5 чёрный король · a4 белый слон · e4 чёрный конь · c3 чёрная пешка · e3 белая ладья · d2 чёрный ферзь · e2 чёрная пешка · a1 чёрный слон · b1 чёрный слон | b8 белый слон · c8 белая ладья · e8 белый конь · g8 белый ферзь · h8 белый король · e7 чёрная пешка · b6 чёрная пешка · e6 белый конь · f6 чёрная пешка · a5 чёрный конь · d5 чёрный король · a4 белый слон · e4 чёрный конь · c3 чёрная пешка · e3 белая ладья · d2 чёрный ферзь · e2 чёрная пешка · a1 чёрный слон · b1 чёрный слон | 4 |
| 3 | b8 белый слон · c8 белая ладья · e8 белый конь · g8 белый ферзь · h8 белый король · e7 чёрная пешка · b6 чёрная пешка · e6 белый конь · f6 чёрная пешка · a5 чёрный конь · d5 чёрный король · a4 белый слон · e4 чёрный конь · c3 чёрная пешка · e3 белая ладья · d2 чёрный ферзь · e2 чёрная пешка · a1 чёрный слон · b1 чёрный слон | b8 белый слон · c8 белая ладья · e8 белый конь · g8 белый ферзь · h8 белый король · e7 чёрная пешка · b6 чёрная пешка · e6 белый конь · f6 чёрная пешка · a5 чёрный конь · d5 чёрный король · a4 белый слон · e4 чёрный конь · c3 чёрная пешка · e3 белая ладья · d2 чёрный ферзь · e2 чёрная пешка · a1 чёрный слон · b1 чёрный слон | b8 белый слон · c8 белая ладья · e8 белый конь · g8 белый ферзь · h8 белый король · e7 чёрная пешка · b6 чёрная пешка · e6 белый конь · f6 чёрная пешка · a5 чёрный конь · d5 чёрный король · a4 белый слон · e4 чёрный конь · c3 чёрная пешка · e3 белая ладья · d2 чёрный ферзь · e2 чёрная пешка · a1 чёрный слон · b1 чёрный слон | b8 белый слон · c8 белая ладья · e8 белый конь · g8 белый ферзь · h8 белый король · e7 чёрная пешка · b6 чёрная пешка · e6 белый конь · f6 чёрная пешка · a5 чёрный конь · d5 чёрный король · a4 белый слон · e4 чёрный конь · c3 чёрная пешка · e3 белая ладья · d2 чёрный ферзь · e2 чёрная пешка · a1 чёрный слон · b1 чёрный слон | b8 белый слон · c8 белая ладья · e8 белый конь · g8 белый ферзь · h8 белый король · e7 чёрная пешка · b6 чёрная пешка · e6 белый конь · f6 чёрная пешка · a5 чёрный конь · d5 чёрный король · a4 белый слон · e4 чёрный конь · c3 чёрная пешка · e3 белая ладья · d2 чёрный ферзь · e2 чёрная пешка · a1 чёрный слон · b1 чёрный слон | b8 белый слон · c8 белая ладья · e8 белый конь · g8 белый ферзь · h8 белый король · e7 чёрная пешка · b6 чёрная пешка · e6 белый конь · f6 чёрная пешка · a5 чёрный конь · d5 чёрный король · a4 белый слон · e4 чёрный конь · c3 чёрная пешка · e3 белая ладья · d2 чёрный ферзь · e2 чёрная пешка · a1 чёрный слон · b1 чёрный слон | b8 белый слон · c8 белая ладья · e8 белый конь · g8 белый ферзь · h8 белый король · e7 чёрная пешка · b6 чёрная пешка · e6 белый конь · f6 чёрная пешка · a5 чёрный конь · d5 чёрный король · a4 белый слон · e4 чёрный конь · c3 чёрная пешка · e3 белая ладья · d2 чёрный ферзь · e2 чёрная пешка · a1 чёрный слон · b1 чёрный слон | b8 белый слон · c8 белая ладья · e8 белый конь · g8 белый ферзь · h8 белый король · e7 чёрная пешка · b6 чёрная пешка · e6 белый конь · f6 чёрная пешка · a5 чёрный конь · d5 чёрный король · a4 белый слон · e4 чёрный конь · c3 чёрная пешка · e3 белая ладья · d2 чёрный ферзь · e2 чёрная пешка · a1 чёрный слон · b1 чёрный слон | 3 |
| 2 | b8 белый слон · c8 белая ладья · e8 белый конь · g8 белый ферзь · h8 белый король · e7 чёрная пешка · b6 чёрная пешка · e6 белый конь · f6 чёрная пешка · a5 чёрный конь · d5 чёрный король · a4 белый слон · e4 чёрный конь · c3 чёрная пешка · e3 белая ладья · d2 чёрный ферзь · e2 чёрная пешка · a1 чёрный слон · b1 чёрный слон | b8 белый слон · c8 белая ладья · e8 белый конь · g8 белый ферзь · h8 белый король · e7 чёрная пешка · b6 чёрная пешка · e6 белый конь · f6 чёрная пешка · a5 чёрный конь · d5 чёрный король · a4 белый слон · e4 чёрный конь · c3 чёрная пешка · e3 белая ладья · d2 чёрный ферзь · e2 чёрная пешка · a1 чёрный слон · b1 чёрный слон | b8 белый слон · c8 белая ладья · e8 белый конь · g8 белый ферзь · h8 белый король · e7 чёрная пешка · b6 чёрная пешка · e6 белый конь · f6 чёрная пешка · a5 чёрный конь · d5 чёрный король · a4 белый слон · e4 чёрный конь · c3 чёрная пешка · e3 белая ладья · d2 чёрный ферзь · e2 чёрная пешка · a1 чёрный слон · b1 чёрный слон | b8 белый слон · c8 белая ладья · e8 белый конь · g8 белый ферзь · h8 белый король · e7 чёрная пешка · b6 чёрная пешка · e6 белый конь · f6 чёрная пешка · a5 чёрный конь · d5 чёрный король · a4 белый слон · e4 чёрный конь · c3 чёрная пешка · e3 белая ладья · d2 чёрный ферзь · e2 чёрная пешка · a1 чёрный слон · b1 чёрный слон | b8 белый слон · c8 белая ладья · e8 белый конь · g8 белый ферзь · h8 белый король · e7 чёрная пешка · b6 чёрная пешка · e6 белый конь · f6 чёрная пешка · a5 чёрный конь · d5 чёрный король · a4 белый слон · e4 чёрный конь · c3 чёрная пешка · e3 белая ладья · d2 чёрный ферзь · e2 чёрная пешка · a1 чёрный слон · b1 чёрный слон | b8 белый слон · c8 белая ладья · e8 белый конь · g8 белый ферзь · h8 белый король · e7 чёрная пешка · b6 чёрная пешка · e6 белый конь · f6 чёрная пешка · a5 чёрный конь · d5 чёрный король · a4 белый слон · e4 чёрный конь · c3 чёрная пешка · e3 белая ладья · d2 чёрный ферзь · e2 чёрная пешка · a1 чёрный слон · b1 чёрный слон | b8 белый слон · c8 белая ладья · e8 белый конь · g8 белый ферзь · h8 белый король · e7 чёрная пешка · b6 чёрная пешка · e6 белый конь · f6 чёрная пешка · a5 чёрный конь · d5 чёрный король · a4 белый слон · e4 чёрный конь · c3 чёрная пешка · e3 белая ладья · d2 чёрный ферзь · e2 чёрная пешка · a1 чёрный слон · b1 чёрный слон | b8 белый слон · c8 белая ладья · e8 белый конь · g8 белый ферзь · h8 белый король · e7 чёрная пешка · b6 чёрная пешка · e6 белый конь · f6 чёрная пешка · a5 чёрный конь · d5 чёрный король · a4 белый слон · e4 чёрный конь · c3 чёрная пешка · e3 белая ладья · d2 чёрный ферзь · e2 чёрная пешка · a1 чёрный слон · b1 чёрный слон | 2 |
| 1 | b8 белый слон · c8 белая ладья · e8 белый конь · g8 белый ферзь · h8 белый король · e7 чёрная пешка · b6 чёрная пешка · e6 белый конь · f6 чёрная пешка · a5 чёрный конь · d5 чёрный король · a4 белый слон · e4 чёрный конь · c3 чёрная пешка · e3 белая ладья · d2 чёрный ферзь · e2 чёрная пешка · a1 чёрный слон · b1 чёрный слон | b8 белый слон · c8 белая ладья · e8 белый конь · g8 белый ферзь · h8 белый король · e7 чёрная пешка · b6 чёрная пешка · e6 белый конь · f6 чёрная пешка · a5 чёрный конь · d5 чёрный король · a4 белый слон · e4 чёрный конь · c3 чёрная пешка · e3 белая ладья · d2 чёрный ферзь · e2 чёрная пешка · a1 чёрный слон · b1 чёрный слон | b8 белый слон · c8 белая ладья · e8 белый конь · g8 белый ферзь · h8 белый король · e7 чёрная пешка · b6 чёрная пешка · e6 белый конь · f6 чёрная пешка · a5 чёрный конь · d5 чёрный король · a4 белый слон · e4 чёрный конь · c3 чёрная пешка · e3 белая ладья · d2 чёрный ферзь · e2 чёрная пешка · a1 чёрный слон · b1 чёрный слон | b8 белый слон · c8 белая ладья · e8 белый конь · g8 белый ферзь · h8 белый король · e7 чёрная пешка · b6 чёрная пешка · e6 белый конь · f6 чёрная пешка · a5 чёрный конь · d5 чёрный король · a4 белый слон · e4 чёрный конь · c3 чёрная пешка · e3 белая ладья · d2 чёрный ферзь · e2 чёрная пешка · a1 чёрный слон · b1 чёрный слон | b8 белый слон · c8 белая ладья · e8 белый конь · g8 белый ферзь · h8 белый король · e7 чёрная пешка · b6 чёрная пешка · e6 белый конь · f6 чёрная пешка · a5 чёрный конь · d5 чёрный король · a4 белый слон · e4 чёрный конь · c3 чёрная пешка · e3 белая ладья · d2 чёрный ферзь · e2 чёрная пешка · a1 чёрный слон · b1 чёрный слон | b8 белый слон · c8 белая ладья · e8 белый конь · g8 белый ферзь · h8 белый король · e7 чёрная пешка · b6 чёрная пешка · e6 белый конь · f6 чёрная пешка · a5 чёрный конь · d5 чёрный король · a4 белый слон · e4 чёрный конь · c3 чёрная пешка · e3 белая ладья · d2 чёрный ферзь · e2 чёрная пешка · a1 чёрный слон · b1 чёрный слон | b8 белый слон · c8 белая ладья · e8 белый конь · g8 белый ферзь · h8 белый король · e7 чёрная пешка · b6 чёрная пешка · e6 белый конь · f6 чёрная пешка · a5 чёрный конь · d5 чёрный король · a4 белый слон · e4 чёрный конь · c3 чёрная пешка · e3 белая ладья · d2 чёрный ферзь · e2 чёрная пешка · a1 чёрный слон · b1 чёрный слон | b8 белый слон · c8 белая ладья · e8 белый конь · g8 белый ферзь · h8 белый король · e7 чёрная пешка · b6 чёрная пешка · e6 белый конь · f6 чёрная пешка · a5 чёрный конь · d5 чёрный король · a4 белый слон · e4 чёрный конь · c3 чёрная пешка · e3 белая ладья · d2 чёрный ферзь · e2 чёрная пешка · a1 чёрный слон · b1 чёрный слон | 1 |
|   | a | b | c | d | e | f | g | h |   |

1.Фg4! (~ 2.Фf5#)
1. … Ке ~ 2.Лd8#,
1. … Кс5! 2.К6с7#,
1. … Kd6! 2.К8с7#,
1. … Кс4 2.Сс6#,
1. … с2 2.Ф:е4#,
1. … Фd4 2.Kf4#